# Distaplia cuscina
Distaplia cuscina är en sjöpungsart som beskrevs av Kott 1990. Distaplia cuscina ingår i släktet Distaplia och familjen Holozoidae. Inga underarter finns listade i Catalogue of Life.